# Грушівська сільська рада (Тячівський район)
| Грушівська сільська рада — колишній орган місцевого самоврядування у Тячівському районі Закарпатської області з адміністративним центром у с. Грушово. Сільській раді були підпорядковані населені пункти: - с. Грушово |

## Склад ради
Рада складалася з 30 депутатів та голови.

## Керівний склад сільської ради
| ПІБ                      | Основні відомості                                                                             | Дата обрання | Дата звільнення |
| ------------------------ | --------------------------------------------------------------------------------------------- | ------------ | --------------- |
| Зубач Іван Іванович      | Сільський голова, 1964 року народження, освіта, член Всеукраїнського об'єднання 'Батьківщина' | 26.03.2006   | 31.10.2010      |
| Опріш Василь Миколайович | Сільський голова, 1969 року народження, освіта незакінчена вища, член партії Єдиний Центр     | 31.10.2010   |                 |

Примітка: таблиця складена за даними джерела